# Ruby Palomino
Ruby Rosario Palomino Ramos (Callao, 9 de octubre de 1985) es una cantante peruana de fusión y rock. Alcanzó la popularidad al haber participado en diferentes programas concurso de su país. Actualmente tiene una carrera como solista.

## Primeros años
Ruby Rosario Palomino Ramos nació en el Callao el 9 de octubre de 1985, proveniente de una familia de Huancayo ligada a la música. Es la hija de los cantantes Polo Palomino, integrante de la banda musical Dúo Mixto de Huancayo, y Gloria Ramos.
Desde temprana edad, mostró su interés en el canto, en la cual interpretaba sus propias canciones a dueto junto a su madre, logrando así continuar el legado familiar. Palomino estudió la facultad de psicologíaen la Universidad Inca Garcilaso de la Vega sin dejar de lado a su faceta musical.

## Carrera

### Inicios
Palomino comenzó su carrera artística como concursante de realitys show de la televisión peruana.Participó a la edad de dieciocho años en el programa concurso juvenil Pop Stars allá por 2004.
Años más tarde, fue participante del reality de canto Desafío y fama en 2008,y la otra producción local Yo soy de la televisora local Frecuencia Latina en 2014, donde en esta última ha caracterizado a la cantante americana Pink sin éxito. Seguidamente, Palomino fue parte de la banda de rock peruano Los Ronroneros, asumiendo el rol de vocalista, en la cual se presentó junto al grupo al casting en vivo del programa televisivo La banda, quiénes finalmente recibieron la colaboración del cantante Salim Vera. Con el grupo musical grabó un disco titulado Tributo a Perú.
Gracias a su experiencia como participante de los programas concurso, lo llevó a participar en la audición del formato La voz Perú. Pasando por ronda, ingresa a la competencia como participante del equipo de Jerry Rivera. Con el programa obtuvo la popularidad por su desempeño, en la cual se consagró finalmente como la ganadora de la temporada.

### Carrera musical
Tras su participación en La voz Perú, Palomino se lanza de manera oficial como cantante, haciendo su debut con su primer álbum Chola soy y ¡qué!, en 2016, instalándose en la fusión del rock con la música andina peruana. Previo a ello, fue intérprete de la versión del tema «Cholo soy» de Luis Abanto Morales en 2014, titulada como «Chola soy» para diferenciar con el tema musical cantado por un hombre.  Adicionalmente, comienza a presentarse en diferentes conciertos y festivales de su país bajo su nombre real. En 2016, lanza su primer EP Ya no pasa nada, incluyendo el tema homónimo.
Fue parte de la elaboración de su álbum Tributo a Flor Pucarina como homenaje a la fallecida cantante de huayno homónima en 2018[cita requerida]  y se incluye por poco tiempo como participante retadora del programa Los cuatro finalistas. Al año siguiente, participó en el nuevo material La vida es una, comprendiendo el tema homónimo y sus versiones de cumbia y chicha.
Participó en el reality de talentos El artista del año del canal América en 2021, resultando finalmente como la ganadora de la edición, tras dos meses de competencia. Al año siguiente, fue convocada para formar parte del elenco del nuevo formato de la televisora La gran estrella, asumiendo el rol de entrenadora titulada bajo el nombre de «reina de la música»,compartiendo junto a otras artistas locales Yahaira Plasencia, Micheille Soifer y Susan Ochoa.
En 2021 colaboró con Tania Libertad y Haydée Milanés para la canción «Héroes».
En 2023, lanzó sus siguientes discos Ruby Fiesta con la producción de Sergio Dalí y Made in Peru, contando con los temas musicales en estudio «Jamás impedirás», «Re-evolución» y «El regreso» y la recopilación «Mix Adiós pueblo de Ayacucho». Participó en un nuevo material musical de la mano de Sergio Georgey fue anunciada como participante de la Competencia Folclórica en el Festival Internacional de la Canción de Viña del Mar 2024 en diciembre de 2023 con su tema «Canción para un planeta triste».
En 2024, fue anunciada como participante del espectáculo Homenaje al campesino, un homenaje a las bailes tradicionales del Perú.

## Discografía

### Álbumes de estudio
- 2016: Chola soy y ¡que![8]
- 2018: Tributo a Flor Pucarina
- 2019: La vida es una[14]
- 2023: Ruby Fiesta[20]
- 2023: Made in Peru

### EP
- 2016: Ya no pasa nada[11]
- 2025: Desapego (EP)

## Televisión
| Año  | Título                | Rol                                                | Emisión                 |
| ---- | --------------------- | -------------------------------------------------- | ----------------------- |
| 2004 | Pop Stars             | Participante                                       | Frecuencia Latina       |
| 2008 | Desafío y fama        | Participante de la Temporada 3                     | Panamericana Televisión |
| 2014 | Yo soy                | Participante de la temporada 9 (imitadora de Pink) | Frecuencia Latina       |
| 2014 | La banda              | Participante y parte de Los Ronroneros             | Frecuencia Latina       |
| 2014 | La voz Perú           | Participante de la Temporada 2 (primer puesto)     | Frecuencia Latina       |
| 2018 | Los cuatro finalistas | Participante retadora                              | Latina Televisión       |
| 2021 | El artista del año    | Participante de la Temporada 8 (primer puesto)     | América Televisión      |
| 2022 | La gran estrella      | Entrenadora de la Temporada 1                      | América Televisión      |